# Objectives Resolution

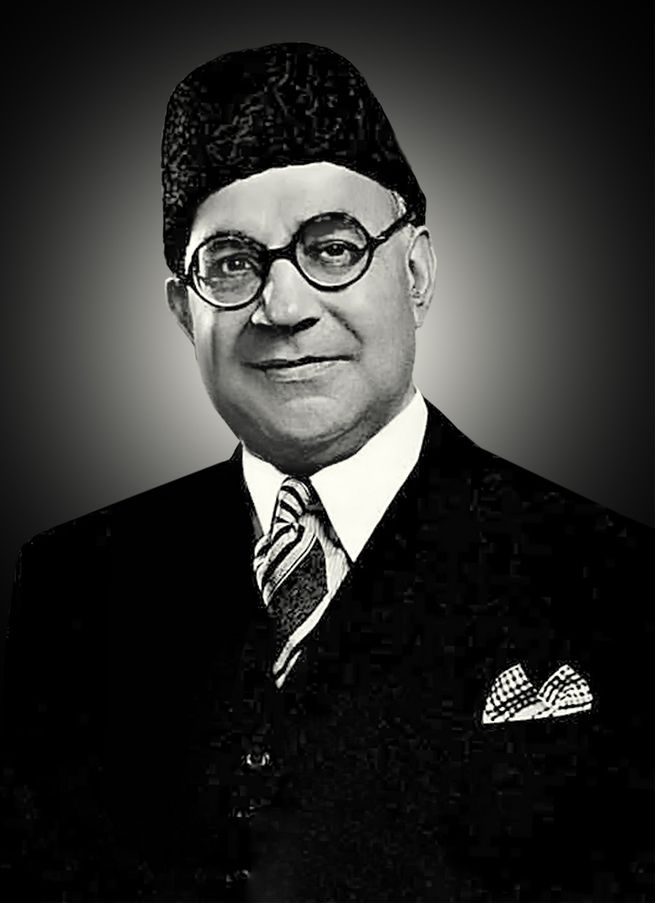
Le Premier ministre Liaquat Ali Khan.

L’Objectives Resolution (en ourdou : قرارداد مقاصد) ou en français la « Résolution des objectifs » est un texte voté par l'Assemblée constituante du Pakistan le 12 mars 1949. Elle entend fixer les valeurs fondamentales du Pakistan dans un contexte où le pays cherche à adopter sa première constitution. Le texte sera repris en tant que préambule dans les divers projets avortés, ainsi que les Constitutions de 1956, 1962 et 1973.
La résolution érige les principes de « démocratie, liberté, égalité, tolérance et justice sociale » comme devant guider la nation et annonce que le pays sera une fédération respectant la séparation des pouvoirs. Mais surtout, le texte proclame la souveraineté divine et fait de l'islam une religion d’État. Bien que garantissant la liberté de religion, la résolution suscite l'opposition des minorités qui craignent une ostracisation dans le futur régime politique.   

## Contexte

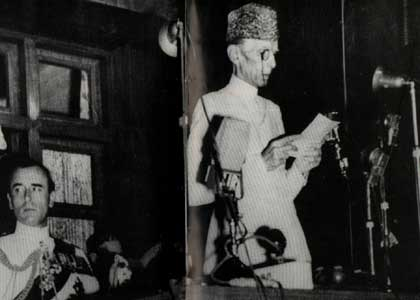
Muhammad Ali Jinnah s'adresse à l'Assemblée le 14 août 1947.

Aboutissement d'un mouvement d'indépendance, le Pakistan est créé dans la nuit du 14 au 15 août 1947 au cours de la partition des Indes. Le nouveau pays est fondé dans le but d’accueillir les musulmans du sous-continent indien. Le père fondateur Muhammad Ali Jinnah prend la tête du pays et de son Assemblée constituante, chargée de rédiger la première constitution pour mettre un terme au régime transitoire du dominion.
Après la mort de Jinnah le 11 septembre 1948, le Premier ministre Liaquat Ali Khan reprend l'initiative visant à fixer la loi suprême du pays. Le 7 mars 1949, il présente à l'Assemblée un texte appelé Objectives Resolution, parfois traduit en français par « Résolution des objectifs », qui vise à fixer les valeurs fondamentales du pays et les bases de la future constitution. 

## Contenu
Adoptée par l'Assemblée constituante le 12 mars 1949, l’Objectives Resolution fixe douze points considérés comme les valeurs fondamentales du Pakistan ou devant guider le régime politique qui reste à établir :
1. La souveraineté sur l'univers repose seule sur Allah Tout-Puissant et l'autorité qu'Il a déléguée à l'État du Pakistan, par l'intermédiaire de son peuple, pour être exercée dans les limites prescrites par Lui, constitue un mandat sacré.
2. L'Assemblée constituante représentant le peuple pakistanais est chargée de rédiger une constitution pour l’État souverain du Pakistan.
3. L’État exerce son pouvoir et son autorité à travers les représentants choisis par le peuple.
4. Les principes de démocratie, liberté, égalité, tolérance et justice sociale, tels qu'énoncés par l'islam, doivent être entièrement respectés.
5. Les musulmans doivent pouvoir vivre en accord avec les enseignements et prescriptions de l'islam, tels qu'énoncés dans le Coran et la Sunna.
6. Des dispositions adéquates devront être prises pour que les minorités [religieuses] pratiquent librement leur religion et développent leur culture.
7. Le Pakistan doit être une fédération respectant l'autonomie de ses entités.
8. Les droits fondamentaux doivent être garantis. Ils incluent l'égalité devant la loi, la justice sociale, économique et politique, ainsi que la liberté de penser, de s'exprimer, de croyance, de religion, d’association, en accord avec la loi et la moralité publique.
9. Des dispositions adéquates devront être prises pour sauvegarder les intérêts légitimes des minorités et des basses classes.
10. L'indépendance de la justice doit être garantie.
11. L'intégrité territoriale de la fédération, son indépendance et ses droits, ainsi que son droit souverain sur le sol, la mer et les airs, devront être sauvegardés.
12. Le peuple pakistanais doit prospérer et accéder à sa juste place parmi les nations du monde ainsi que contribuer à la paix mondiale et au bonheur de l'humanité.

## Oppositions

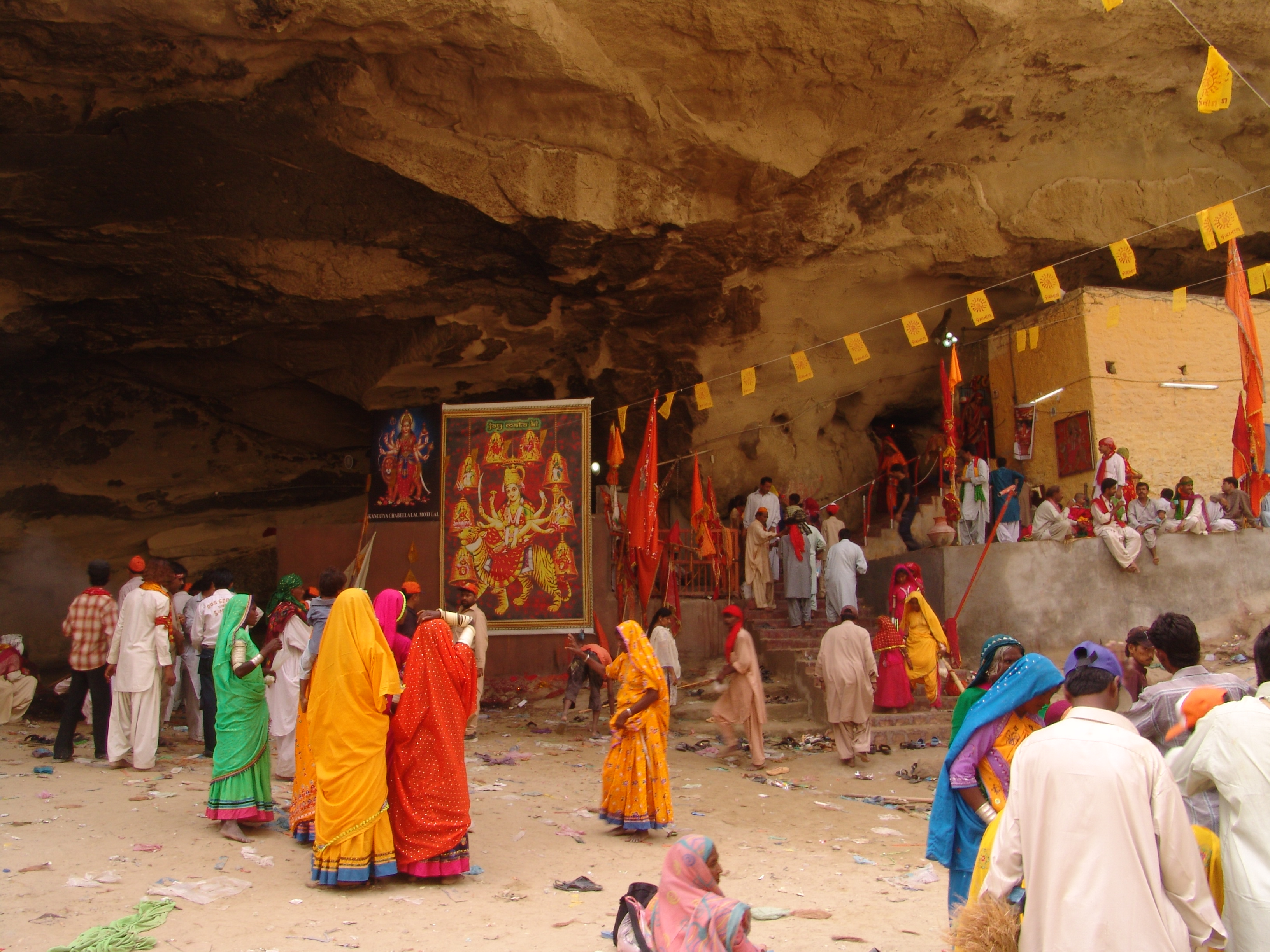
Festival hindou du district de Lasbela, province du Baloutchistan.

Facilement adopté, le texte est largement consensuel parmi les membres de l'Assemblée constituante car susceptible de concilier les religieux et modernistes au sein de la Ligue musulmane, obtenant en outre l'appui de Maulana Maududi. La résolution suscite cependant l'opposition de quelques élus, surtout les minorités religieuses et quelques rares musulmans, essentiellement au Bengale oriental, région où vivent les plus fortes minorités hindoues. 
Parmi ces derniers, Sris Chandra Chattopadhaya et Bhupendra Kumar Datta prennent la tête de cette opposition et demandent le report du vote à l'Assemblée. Il dénoncent une inflexion du pays vers un régime islamique et rappellent la volonté du fondateur du pays, Muhammad Ali Jinnah, de créer un pays séculier. Ils critiquent également le mélange de la politique et de la religion qui aboutira selon eux à un déni de démocratie et à une théologie dans laquelle les minorités religieuses pourraient devenir des citoyens de seconde catégorie,,.

## Portée et héritage

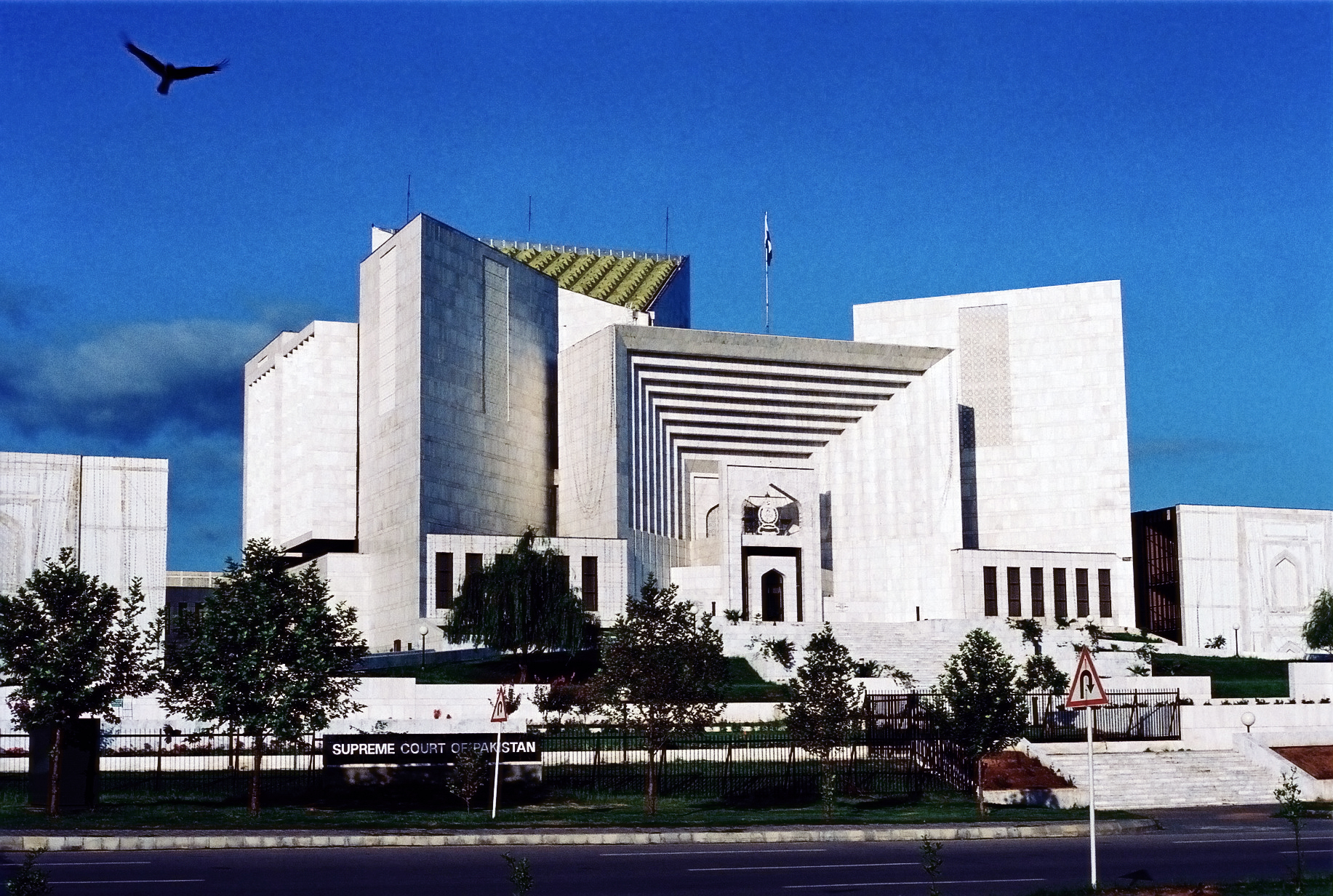
La Cour suprême du Pakistan.

L'Objectives Resolution va servir de préambule aux divers projets constitutionnels portés dans le pays. Dès 1950, le premier projet constitutionnel présenté par Liaquat Ali Khan intègre la résolution, de même que les proposions avortées des Premiers ministres Khawaja Nazimuddin et Muhammad Ali Bogra en 1952 et 1954,. La résolution sera finalement intégrée dans le droit positif pakistanais quand la première constitution du pays est adoptée le 23 mars 1956. La Constitution pakistanaise de 1962 reprend également le texte dans son préambule comme le fera la Constitution de 1973, actuellement en vigueur. 
Dans le cadre de ses initiatives visant à islamiser la société, la réforme constitutionnelle adoptée par le régime militaire de Muhammad Zia-ul-Haq en 1985 place le texte dans le cœur de la Constitution en l'intégrant à l'article 2-A, ce qui est supposé accroitre sa portée juridique. Le texte est ainsi une source du droit constitutionnel pakistanais tel qu'appliqué et interprété par la Cour suprême dans son contrôle de constitutionnalité.